# Anthony Sawyer
Anthony Sawyer (* 29. April 1980 in Essex) ist ein ehemaliger britischer Skeletonfahrer und Leichtathlet.
Sawyer war zunächst bis 2004 als Zehnkämpfer aktiv. Sein größter Erfolg war ein siebter Platz bei den Commonwealth Games 2002 in Manchester, bei denen er für England startete. Seine persönliche Bestleistung von 7472 Punkten stellte er am 30. Mai 2004 in Woodford auf.
Sawyer betrieb Skeleton seit 2002 und gehört seit 2004 dem Nationalkader an. Er wird von Mark Wood trainiert. Sein erstes bedeutenderes Rennen war die britische Meisterschaft, bei der er 2003 Sechster wurde. Seit der Saison 2004/05 trat er in Wettbewerben wie dem Skeleton-Europacup und dem America’s Cup an. Doch erst seit der Saison 2006/07 erreichte er dort gute Ergebnisse wie einem zweiten Rang im November 2006 im America’s-Cup-Rennen in Calgary. Zudem wurde er 2006 britischer Vizemeister hinter Adam Pengilly. In der Saison 2007/08 startete er erstmals im Skeleton-Weltcup und konnte sich hier schnell einen festen Startplatz sichern. Sein bestes Saisonergebnis erreichte er als Vierter in Nagano. Die Skeleton-Weltmeisterschaft 2007 in St. Moritz beendete er als 15. 2008/09 konnte er beim zweiten Saisonweltcup in Park City als Dritter erstmals aufs Podium fahren.